# Sri-lankische Badmintonmeisterschaft 2023
Die Sri-lankische Badmintonmeisterschaft 2023 fand vom 4. bis zum 10. Dezember 2023 in Colombo statt. Es war die 71. Austragung der nationalen Titelkämpfe im Badminton in Sri Lanka.

## Medaillengewinner
| Disziplin    | Gold                                           | Silber                                             | Bronze                                                      |
| ------------ | ---------------------------------------------- | -------------------------------------------------- | ----------------------------------------------------------- |
| Herreneinzel | Buwenaka Goonethileka                          | Viren Nettasinghe                                  | Dumindu Abeywickrama                                        |
| Herreneinzel | Buwenaka Goonethileka                          | Viren Nettasinghe                                  | Lochana Oshan De Silva                                      |
| Dameneinzel  | Ranithma Liyanage                              | Varangana Himsarani Jayawardana                    | Praveena Theshani Wijesundara                               |
| Dameneinzel  | Ranithma Liyanage                              | Varangana Himsarani Jayawardana                    | Suhasni Vidanage                                            |
| Herrendoppel | Lahiru Weerasighe Madhuka Dulanjana            | Buwenaka Goonethileka Viren Nettasinghe            | Madapathage Don Achinthya Imeshaqe Pasindu Mihiranga Peiris |
| Herrendoppel | Lahiru Weerasighe Madhuka Dulanjana            | Buwenaka Goonethileka Viren Nettasinghe            | Oshamika Karunarathne Thulith Thewmika Palliyaguru          |
| Damendoppel  | Jananuwani Amanda De Alwis Hasara Wijayarathne | Dilni Thenuka Ambalangodage Ranumi Suhasnie Manage | Irushi Amandi Hewa Gallage Sandathi Dewmini Hewa Gallge     |
| Damendoppel  | Jananuwani Amanda De Alwis Hasara Wijayarathne | Dilni Thenuka Ambalangodage Ranumi Suhasnie Manage | Anurangi Hansamali Masakorala Suhasni Vidanage              |
| Mixed        | Buwenaka Goonethileka Natasha Gunasekera       | Madhuka Dulanjana Buthmi Asini Galagamage          | Aashinsa Herath Ranithma Liyanage                           |
| Mixed        | Buwenaka Goonethileka Natasha Gunasekera       | Madhuka Dulanjana Buthmi Asini Galagamage          | Lochana Oshan De Silva Nadeesha Gayanthi                    |